# Savukoski
Savukoski is een gemeente in het Finse landschap Lapland. De gemeente heeft een totale oppervlakte van 6.440,01 km² en telt 988 inwoners (2022), het is de dunstbevolkte gemeente van Finland.